# 蒲郡市立三谷中学校
蒲郡市立三谷中学校（がまごおりしりつ みやちゅうがっこう）は、愛知県蒲郡市三谷町原山にある公立中学校。

## 概要
- 「三谷中」（みやちゅう）と呼ばれる。
- 国道247号線の星越峠付近に立地し、通学範囲の中心から東に寄っている。
- 1973年（昭和48年）3月までは、現・三谷東小学校の場所にあった。
- 三谷中学校区には三谷小学校・三谷東小学校の2つの小学校がある。
- 市内の公立小中学校で唯一公認50mプールがあり、市内大会等の会場となる。
- 敷地北側を東海道新幹線が通過するため、校舎北側（廊下側）は防音対策として2重ガラスになっている。
- 校訓は「独立独歩」、スローガンは「賢く 仲良く たくましく」。

## 主な行事
- 入学式・始業式
- 修学旅行（3年）
- 三河大島清掃
- 部活動激励会
  - 3年生は各部夏季大会へ向けての決意発表、1,2年生と応援団による激励応援。
- 市新人水泳大会
- 自然教室
- 体育大会
- 文化祭
- 職場体験学習
- 卒業式
- 終業式

## 部活動
- 野球（男子）
- ソフトテニス
- バスケットボール（女子）
- バレーボール（女子）
- 剣道
- 卓球（男子）
- 水泳（男子）
- 吹奏楽
- 美術

## 沿革
- 1947年（昭和22年）4月1日 - 三谷町立三谷中学校創立。
- 1950年（昭和25年）1月 - 自校調理方式により学校給食開始。
- 1954年（昭和29年）4月 - 蒲郡市立になる。
- 1957年（昭和32年）12月16日 - 体育館完成。
- 1962年（昭和37年）3月30日 - 鉄筋校舎竣工。
- 1964年（昭和39年）7月4日 - プール完成。
- 1972年（昭和47年）2月25日 - 「わが校の視聴覚教育活動」が視聴覚教育振興賞を受賞。（毎日新聞社主催・文部省後援）
- 1973年（昭和48年）4月1日 - 南山（現・三谷東小）から原山へ移転。学校給食をセンター方式に変更。
- 1974年（昭和49年）7月4日 - 市内初の公認50m7コースのプールが完成。
- 1981年（昭和56年）3月10日 - 柔剣道場完成。
- 2004年（平成16年）4月1日 - 2学期制導入。

## 交通
- 東海道本線 三河三谷駅から徒歩約15分